# Clickworker
Der Begriff Clickworker stammt ursprünglich aus einem Projekt der NASA, bei dem eine große Schar wissenschaftlicher Laien im Internet Fotoaufnahmen der Marsoberfläche auswertet. Mittlerweile werden auch Internetnutzer als Clickworker oder Klickarbeiter bezeichnet, die nach dem Crowdsourcing-Prinzip Aufgaben und Projekte für Unternehmen bearbeiten, ohne bei diesen fest angestellt zu sein.
Als sogenannte Klickarbeiter trainieren Menschen in Billiglohnländern Anwendungen Künstlicher Intelligenz.

## Ursprung: NASA Clickworker
Im Jahr 2000 beauftragte die NASA die nichtwissenschaftliche Öffentlichkeit damit, Krater auf bereits bekannten Fotoaufnahmen der Marsoberfläche zu identifizieren und zu klassifizieren. Dabei sollte herausgefunden werden, ob die Ergebnisse der Massenauswertung wissenschaftliche Standards erfüllt. Seit 2001 werten die Clickworker der NASA auch neue, zuvor nicht katalogisierte Aufnahmen des Mars und verschiedener Asteroiden aus. Dabei markieren sie per Mausklick sichtbare Krater auf der Oberfläche der Himmelskörper. Die Clickworker der NASA arbeiten ohne Bezahlung. Alle Aufnahmen werden mehrfach ausgewertet – die Masse der Clickworker stellt somit die Richtigkeit der Ergebnisse sicher.

## Clickworker als Pseudoselbstständige
Der Begriff Clickworker entwickelte sich zum Überbegriff für Internetnutzer, die nach dem Prinzip des Paid Crowdsourcing freiberuflich und meist nebenbei kleine Aufträge erledigen. Clickworker und Unternehmen, die Arbeitsaufträge weitergeben möchten, finden sich auf speziellen Crowdsourcing-Plattformen zusammen. Professionelle Crowdsourcing-Unternehmen kümmern sich um die Rekrutierung neuer Clickworker, die Abwicklung der Aufträge, die Qualitätssicherung der Ergebnisse und die Bezahlung der Clickworker.
Nach Angabe des in dieser Sparte unter der Domain clickworker.com tätigen Unternehmens humangrid GmbH in Essen können Textproduzenten nach Einarbeitung über 10 € verdienen (Stand 2012). In einem Beispiel bei Streetspotr erhielten Auftragnehmer 1 € pro Zeitschriftenverkaufsstelle, deren Regale sie nach bestimmten Vorgaben fotografierten. Der tatsächliche Verdienst eines Crowdworkers liegt bei 3 € pro Stunde. Kritiker des Clickworkertums sehen in diesem die Gefahr des Lohndumpings.

## Kritik
Da der Arbeitsaufwand und die Entlohnung keineswegs korrelieren und der Mindestlohnsatz nicht erfüllt wird, steht Crowdworking unter starker Kritik. Der Stundenlohn liegt bei unter drei Dollar die Stunde, wobei der durchschnittliche Lohn bei Mechanical Turk 1,25 Dollar, also deutlich unter dem amerikanischen Mindestlohn, liegt. Aufgrund fehlender Arbeitsschutzbestimmungen und fehlender sozialer Absicherungen (es gibt zum Beispiel keine Absicherung im Alter, bei Krankheit oder Schwangerschaft) erfolgte auf Initiative von Andrea Nahles hin der Dialog „Arbeit 4.0“, bei dem Gewerkschaften, Wirtschaftsverbände und Wissenschaftler darüber beraten, wie eine würdige Arbeit in Zukunft aussehen kann.